# 만세덕
만세덕(萬世德, 1547년 ~ 1602년)은 명나라의 무인이다. 자는 백수(伯修), 호는 구택(邱澤) 혹은 진택(震澤). 정유재란 당시 명나라의 경리(經理)로 조선에 파병되어 조선군을 열성적으로 도와주었다.

## 생애
명나라 산서성(山西省) 편두관(偏頭關) 출신이다. 1568년(융경 2년) 진사(進士)가 되고, 남양지현(南陽知縣), 서녕병비첨사(西寧兵備僉事)에 올랐다.
1597년(만력 25년) 9월 정유재란 당시 만세덕은 산동우포정사(山東右布政使)에서 도찰원우첨도어사(都察院右僉都御史) 천진등래여순등처순무(天津登萊旅順等處巡撫) 전관해방군무(專管海防軍務)로 승진하였고, 이후 파직된 경리(經理) 양호(楊鎬)의 후임으로 조선에 파견되어 조선에 끝까지 머무르면서 왜군을 몰아내는데 앞장섰다.
1601년(만력 29년) 5월, 계료총독(薊遼總督)에 임명되었다.

## 사후
1602년 겨울 병사하였으며 이후 조선에서는 그를 기리기 위해 생사당을 지어 훈공을 기렸다.

## 저서
- 《해방주의(海防奏議)》